# 塞拉通德华罗斯
塞拉通德华罗斯，是西班牙卡斯蒂利亚-莱昂布尔戈斯省的一个市镇。总面积16平方公里，总人口70人（2001年），人口密度4人/平方公里。